# Baba Tatsui
En aquest nom japonès, el cognom és Baba.
Baba Tatsui (馬場 辰猪; Kōchi, 24 de juny de 1850—Filadèlfia, 1 de novembre de 1888) va ser un polític, teòric, pensador i activista pels drets civils i democràtics japonès.

## Biografia

### Juventut
Va néixer en el si del clan Kōchi, fill del samurai i senyor feudal de Tosa. Durant la seva joventut va estudiar a l'escola Bunbunkan, pertanyent al domini del seu clan, i, més endavant, va ser enviat a estudiar amb Fukuzawa Yukichi a la Universitat de Keiō, a Tòquio, i després a Nagasaki. Amb la caiguda del bakufu, el nou govern el va seleccionar entre els alumnes més destacats per anar a estudiar a l'estranger i portar els coneixements avançats occidentals al Japó. En dos períodes entre 1870 i 1878 va cursar estudis a Anglaterra, on va estudiar Dret, Geometria, Geografia i Història, a més d'escriure algunes obres en anglès durant el breu període intermedi de tornada al Japó. Mentre era Anglaterra també va tenir contacte amb el moviment pels drets civils i democràtics de les persones.

### Política i activisme
El març de 1878 va ser expulsat d'Anglaterra després de ser declarat culpable per un tribunal britànic a causa d'una batalla que va tenir amb un altre estudiant japonès, Manabe Kaisaku, al qual havia ferit greument el 7 de gener del mateix any. Retornat al Japó, va esforçar-se en introduir i difondre les idees sobre els drets civils lliures i el 1881 va organitzar, juntament amb Shigeyasu Suehiro i d'altres, el Kokuyūkai, i el mateix any va esdevenir membre del Partit Liberal. L'any següent es va convertir en l'editor en cap del diari gratuït portaveu del partit Jiyū Shinbun, però va ser destituït el 1883 a causa de l'oposició que va mostrar a les visites a països estrangers d'Itagaki Taisuke i es va desvincular del partit.
Va escriure obres sobre drets humans, literatura i gramàtica japonesa.

### Darrers anys
El 1885 es va veure involucrat en l'incident del bombardeig de Yokohama i va ser detingut per sospita de violar les normes de regulació de materials explosius, però va ser declarat innocent i alliberat el 1886. Després d'aquest episodi va continuar enèrgicament amb les seves activitats: va tornar als Estats Units, on va fer diverses conferències sobre la situació real del Japó i va criticar el monopoli que exercia el govern Meiji. Poc després va emmalaltir de tuberculosi i va morir a Filadèlfia el 1888. La seva tomba es troba al cementiri de Yanaka, a Tòquio.